# Федіївка (Полтавський район)
Феді́ївка — село в Україні, у Решетилівській міській громаді Полтавського району Полтавської області. Населення становить 510 осіб. До 2020 орган місцевого самоврядування — Федіївська сільська рада.

## Географія
Село Федіївка знаходиться на лівому березі річки Вільхова Говтва, нижче за течією на відстані 1 км розташоване село Лучки, на протилежному березі — села Славки та Бабичі.

## Історія
За переписом 1859 р. в Федївці налічувалося 50 дворів, 476 жителів. Станом на 1900 рік — 516 дворів, 2 церковнопарафіяльні школи. В 1910 році в Федіївці було 108 господарств та 669 жителів. За переписом 1926 року, 145 господарств і 672 жителі.
12 червня 2020 року, відповідно до розпорядження Кабінету Міністрів України № 721-р «Про визначення адміністративних центрів та затвердження територій територіальних громад Полтавської області», село увійшло до складу Решетилівської міської громади.
19 липня 2020 року, в результаті адміністративно — територіальної реформи та ліквідації Решетилівського району, село увійшло до складу новоутвореного Полтавського району Полтавської області.

## Економіка
- Молочно-товарна ферма.
- «Федіївське», ПП.

## Об'єкти соціальної сфери
- Школа.
- Фельдшерсько-акушерський пункт.

## Легенда про Федіївку
Було це дуже давно, часу вже й не пригадати. Ідучи якось на полювання, в наш край забрів пан із Решетилівки. Пройшовши кілометрів з десяток, він вийшов на пагорб і перед ним відкрився по один бік широкий степ, по другий —луг, безліч озерець та, ніби перлина текла річка. Місце було багате на хутрового звіра, рибу, птицю. В лісах росло багато кущів калини та смородини.
Не одному перехожому западала в душу ця по-справжньому райська місцевість. Колись в цій долині, повідують старі люди, було велике озеро, яке з часом висихало і нині залишилася тільки річка, назва якої — Говтва Вільхова, бо протікає серед густого вільхового лісу.
Так от полювання доводилось вести тоді, коли вже добре замерзала річка і можна було вільно переміщуватись через усю місцевість в пошуках звіра.
Молодому поміщику треба було хутко дістатися другого берега річки, бо саме туди вели сліди лисиці, які та лишила в пошуках поживи.
Ковзаючи по льоду, притрушеному снігом, його нога раптом пірнула по коліно і опинилась у крижаній воді. Чобіт швидко сповз з ноги і річка захопила його вже своєю течією. Довелось виборсуватись. Чобіт несло. Та ось він чомусь закрутився на місті. О, чудо! Бідоласі-мисливцю пощастило. Він жваво хапонув чобіт, а разом з ним і здобич. В чоботі тріпотіла величезна рибина. Це була щука. «А де щука, там, мабуть, і карасі», — промайнуло в думці.
Промоклий та все ж задоволений повернувся поміщик із полювання. Та й чудова місцевість приглянулась йому. І по весні, коли стало тепло, взявши своє добро, він знову прибув туди. Та і не сам, а з дружиною. Збудував на березі річки дім. А згодом у них з'явилась сім'я — десятеро синів. Успадкували вони прізвище свого батька — Федій.
Сини повиростали. Разом з батьком ходили на полювання, обробляли землю, займались ремеслом. По черзі, за звичаєм, одружувалися. Так і пішов рід Федіян, а село називали Федіївкою.